# Antoine Lebre
Pour les articles homonymes, voir Lebre.
Antoine Lebre, né le 25 novembre 1772 à Bagnols (Gard), mort le 7 décembre 1869 à Pau (Basses-Pyrénées), est un militaire français de la Révolution et de l’Empire.

## États de service
Il entre en service le 16 juillet 1789, comme soldat au 12e bataillon des chasseurs de Roussillon, il devient caporal fourrier le 1er avril 1791, et sergent le 1er juin 1792 à l’armée du Rhin. Promu sergent-major le 11 mars 1793, il continue à servir sur le Rhin jusqu’à l’an II.
Il est nommé sous-lieutenant le 29 octobre 1793, lieutenant le 14 septembre 1794, et le 19 septembre suivant, à Kaiserslautern, enveloppé par l’ennemi, il parvient à se dégager et à faire 5 prisonniers. Le même jour ayant reçu l’ordre de flanquer la colonne, il remplit sa mission avec un plein succès, et fait encore 12 nouveaux prisonniers.
De l’an III à l’an V, il sert à l’armée du Rhin, et de l’an VI à l’an VIII, aux armées d’Italie et de Naples. Il est blessé sous les remparts d’Ancône en l’an VIII, et malgré la gravité de sa blessure, il se bat toute la journée. Le général en chef témoin de son dévouement, le nomme capitaine sur le champ de bataille le 4 octobre 1799.
En l’an IX, il fait partie du corps d’observation de la Gironde, et il est fait chevalier de la Légion d’honneur le 18 décembre 1803. Le 3 octobre 1804, il devient aide de camp du général Espagne, et reste à son service jusqu’au 29 septembre 1806, date de son affectation au service du roi de Naples, comme capitaine des voltigeurs de la Garde royale. En 1808, il suit le roi Joseph en Espagne, où il est employé dans la Garde royale espagnole. Il est nommé chef de bataillon le 13 mars 1809, et Major le 20 juillet 1812. Il prend part à toutes les opérations de guerre de la péninsule.
De retour en France, il est admis avec son grade de major, dans le 14e régiment de voltigeurs de la Garde impériale le 1er février 1814, et il est promu colonel le 17 mars suivant dans ce même régiment.
Il est mis en non-activité le 1er août 1814, lors de la Première Restauration, et il est fait chevalier de Saint-Louis le 29 octobre 1814. Le 16 novembre suivant, il est remis en activité comme colonel à suite du 72e régiment d’infanterie de ligne, et il est élevé au grade d’officier de la légion d’honneur le 17 mars 1815.
Replacé en non-activité le 1er août 1815, il est admis à pension de retraite en septembre 1820, et il est promu commandeur de la Légion d’honneur le 3 octobre 1858.
Il meurt le 7 décembre 1869, à Pau. 

## Sources
- A. Lievyns, Jean Maurice Verdot, Pierre Bégat, Fastes de la Légion-d'honneur, biographie de tous les décorés accompagnée de l'histoire législative et réglementaire de l'ordre, Tome 4, Bureau de l’administration, 1844, 640 p. (lire en ligne), p. 186.
- « Cote LH/1520/41 », base Léonore, ministère français de la Culture
- Léon Alègre, Notices biographiques du Gard (canton de Bagnols), Volume 1, A. Baile, 1880, p. 23.
- Alain Chappet, Roger Martin et Alain Pigeard, Le Guide Napoléon : 4 000 lieux de mémoire pour revivre l'épopée, Editions Tallandier, 2005, p. 264-905.